# Carles Bosch de la Trinxeria

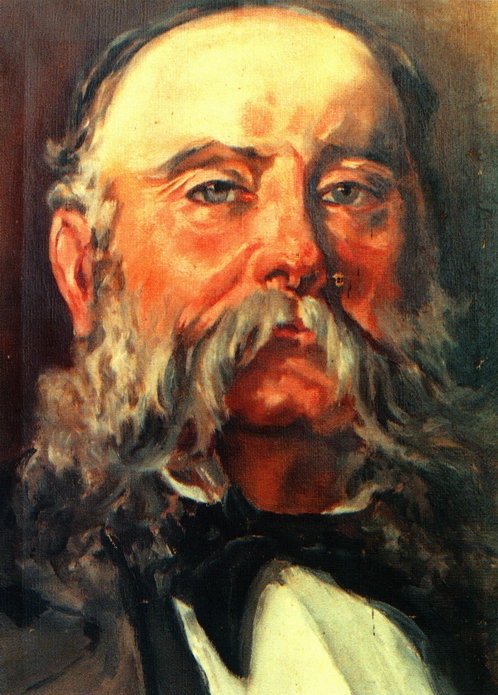
Carles Bosch de la Trinxeria

Carles Bosch de la Trinxeria (* 1831 in Prats de Molló; † 1897 in la Jonquera) war ein katalanischer Schriftsteller.

## Leben und Werk
Carles Bosch de la Trinxeria wurde in einer kleinadeligen Familie von Vallespir geboren, studierte Kunst und Literatur in Toulouse sowie Naturwissenschaften in Barcelona. Danach ließ er sich in La Jonquera nieder, um seine Besitzungen zu verwalten, die sich beiderseits der französisch-spanischen Grenze befanden. Sehr oft unternahm er Ausflüge und Wanderungen.
Als Mitglied der katalanischen Wandervereine Associació Catalana d'Excursions Científiques und Associació Catalana d’Excursions erschienen seine ersten Artikel (Erzählungen, Beschreibungen, Erinnerungen, Notizen zur Erbauung) bereits in reifem Alter in den Nachrichtenblättern dieser Vereine sowie in der Zeitschrift La Reinaixença. 1887 veröffentlichte er eine Artikelsammlung mit dem Titel Records d'un excursionista (Erinnerungen eines Wanderers), der von Anhieb großer Erfolg beschieden war. Danach folgten die Sammlungen Pla i muntanya (1888), De ma collita (1890) und Tardanies (1892).
Sein Werk zählt zur konservativeren Strömung der katalanischen Renaixença und propagierte eine Rückkehr zu den Lebensweisen des Ancien Régime. Diese Haltung paart sich mit Idealismen und einem Hang zur Romantik, wobei er mit den Romanen L'hereu Noradell (1889), Montalba (1891), L'hereu Subirà (1893) und Lena (1894) versuchte, den Folklorismus zu überwinden.